# Artur Śliwiński

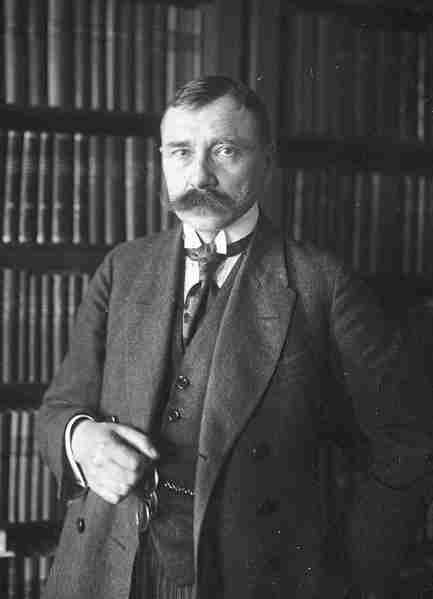
Artur Śliwiński (etwa 1928)

Artur Śliwiński (* 17. August 1877 in Ruszki (Kutno); † 16. Januar 1953 in Warschau) war ein polnischer Politiker und Ministerpräsident.

## Leben

### Regentschaftskönigreich Polen

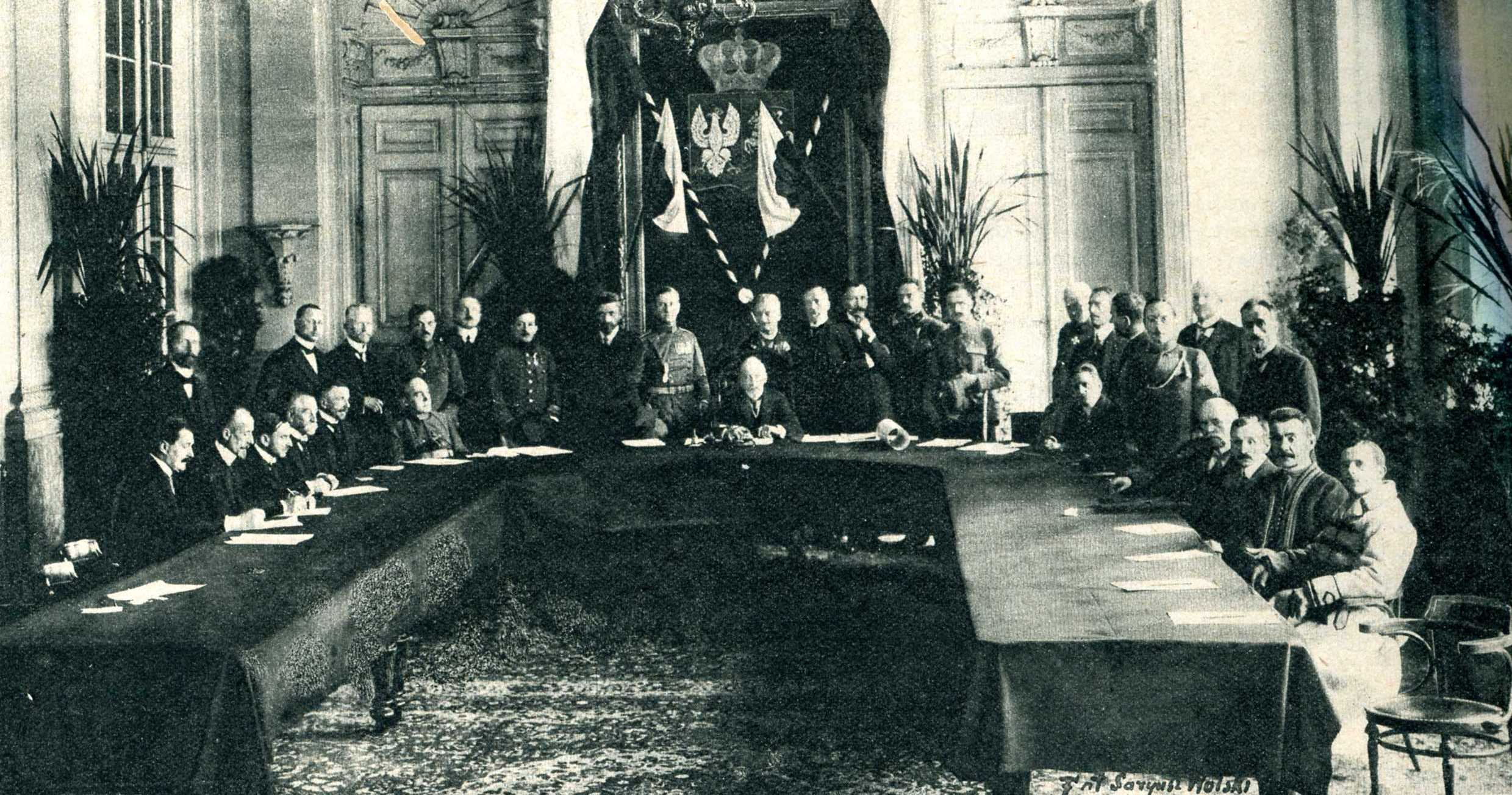
Amtseinführung des Regentschaftsrates am 14. Januar 1917

Der studierte Historiker und Publizist wurde 1906 der Polnischen Sozialistischen Partei – Revolutionäre Fraktion („Polska Partia Socjalistyczna - Frakcja Rewolucyjna“), ehe er 1914 der Polnischen Sozialistischen Partei („Polska Partia Socjalistyczna“) beitrat. Während des Ersten Weltkrieges war er von 1915 bis 1916 Vorsitzender des Nationalen Zentralkomitees („Centralnemu Komitetowi Narodowemu“) in Warschau, welches die Unabhängigkeit Polens vom Russischen Reich ersuchte. 1917 erfolgte seine Ernennung zum Sekretär des Regentschaftsrates des Regentschaftskönigreichs Polen. Zugleich wurde er Vorsitzender der Partei „Stronnictwo Niezawisłości Narodowej“ (SNN).

### Unabhängigkeit und Zweite Polnische Republik
Nach der Unabhängigkeit Polens am 18. November 1918 wurde er zunächst Vizepräsident des Stadtrates von Warschau, ehe er von 1919 bis 1922 Vizepräsident der Stadtregierung von Warschau war.
Am 26. Juni 1922 wurde er als Nachfolger von Antoni Ponikowski Ministerpräsident. Als solcher bildete er jedoch nur eine Übergangsregierung, die die Amtsgeschäfte am 16. Juli 1922 an Julian Nowak abgab.
1924 wurde er Direktor des Stadttheaters von Warschau, ehe er von 1932 bis 1939 Direktor der Polnischen Kommunalbank („Polski Bank Komunalny“) war. Obwohl er sich zuvor weitgehend politisch zurückgezogen hatte, war er von 1935 bis 1938 Senator. Während des Zweiten Weltkrieges war er unter anderem Mitglied des Zivilkomitees von Warschau.